# Maure-de-Bretagne
Maure-de-Bretagne is een plaats en voormalige gemeente in het Franse departement Ille-et-Vilaine (regio Bretagne).  De plaats maakt deel uit van het arrondissement Redon. Op 1 januari 2017 is Maure-de-Bretagne gefuseerd met de gemeente Campel tot de gemeente Val d'Anast. 

## Geografie
De oppervlakte van Maure-de-Bretagne bedraagt 67,2 km².
De onderstaande kaart toont de ligging van Maure-de-Bretagne met de belangrijkste infrastructuur en aangrenzende gemeenten.

## Demografie
Onderstaande figuur toont het verloop van het inwonertal, bron: INSEE-tellingen. 